# Chery M11
Chery A3 — компактный автомобиль, выпускавшийся китайским производителем Chery в период с 2008 по 2015 год, предлагаемый в виде 4-дверного седана и 5-дверного хетчбэка с двигателем 0,27cx.
Впервые он был представлен как концепт-кар на Пекинском автосалоне 2006 года, а два года спустя серийный автомобиль поступил в продажу в сентябре 2008 года. Автомобиль был разработан итальянским ателье Pininfarina.
В Южной Америке, Восточной Европе и Океании он продаётся под разными названиями, в том числе: «Chery M11» (в Украине и России), «Chery Tengo» (в Сербии и соседних странах),  «Chery Chance/Niche» (в Турции),  «Chery Cielo» (в Бразилии),  «Chery Skin/Skin Sport» (в Чили), «Chery Orinoco» (в Венесуэле), «Chery Cruise» (в Индонезии), и «Chery J3» (в Австралии и Новой Зеландии).

## Безопасность и оборудование
В стандартную комплектацию автомобиля входят подушки безопасности водителя и переднего пассажира, а также дополнительно могут предлагаться боковые подушки безопасности, а также передние и задние шторки безопасности.
Также в стандартную комплектацию входят ABS и EBD, а в качестве опции имеется TCS. Конструкция кузова изготовлена на 40% из высокопрочного стального листа.
В стандартную комплектацию также входят гидроусилитель руля, электрические стеклоподъемники, кондиционер, шины 205/55 R16 с дисками из алюминиевого сплава, центральный замок с дистанционным управлением или CD/MP3-плеер.
В декабре 2008 года A3 получил пятизвездочный рейтинг безопасности «China-NCAP» , став первым отечественным автомобилем, получившим такой высокий рейтинг. Процесс состоит из трех разных тестов; 100-процентный фронтальный краш-тест со стеной (как тест Национальной администрации безопасности дорожного движения США ), 40-процентный тест со смещением (как EuroNCAP), и боковой краш-тест, как EuroNCAP.
Результаты A3 составили 11,22 балла в 100% лобовом краш-тесте, 15,03 балла в 40%-ном краш-тесте и 16 баллов в боковом краш-тесте.
Ещё одним китайским автомобилем, получившим на тестах пять звезд, стал «Roewe 550».

## Приём
Chery A3 считается «поворотным моментом для китайской автомобильной промышленности» из-за его сдержанного, но оригинального дизайна, когда при его выпуске многие китайские автомобили использовали дизайн, в значительной степени заимствованный у известных иностранных брендов.

## Европа
В декабре 2010 года ходили слухи о том, что автомобиль собирались производить на испытывающем трудности заводе FSO в Польше, когда из ворот завода в Варшаве был замечен Chery A3 с этикеткой с логотипом FSO в углу ветрового стекла.
Однако Chery заявила, что планирует экспортировать автомобили в Европейский Союз только после 2015 года, хотя часть ее продукции уже доступна в Италии под брендом DR Motor.

## Спорт
Команда «Chery Flying Star Rally Team» участвует в гонках на автомобилях «Chery A3» в чемпионате Китая по ралли в последние сезоны, а с 2011 года она также участвует в чемпионате Китая по кузовным гонкам с моделью A3.

## Двигатели
| Индекс        | Модель двигателя | Объём    | Клапаны/ГРМ | Мощность при об/мин     | Крутящий момент при об/мин | Максимальная скорость км/ч | Годы выпуска | Прим.                  |
| ------------- | ---------------- | -------- | ----------- | ----------------------- | -------------------------- | -------------------------- | ------------ | ---------------------- |
| Бензиновый Р4 |                  |          |             |                         |                            |                            |              |                        |
| 1,6i          | Acteco-SQR481F   | 1597 см³ | 16/DOHC     | 119к.с. (87.5 кВт)/6150 | 147 Нм/4300-4500           | 180                        | 2008         | 5 ст. МКПП             |
| 1,6i          | Acteco E4G16     | 1598 см³ | 16/DOHC     | 127к.с. (93 кВт)/6150   | 160 Нм/3900                | 180                        | 2008         | 5 ст. МКПП (для Китая) |
| 1,8i          | Acteco-SQR481FC  | 1845 см³ | 16/DOHC     | 132к.с. (97 кВт)/5750   | 170 Нм/4300                | 168                        | 2008         | 5 ст. МКПП/4 ст. АКПП  |
| 2,0i          | Acteco-SQR484F   | 1971 см³ | 16/DOHC     | 139к.с. (102 кВт)/5750  | 182 Нм/4300                | 182                        | 2008         | 4 ст. АКПП             |

## Галерея

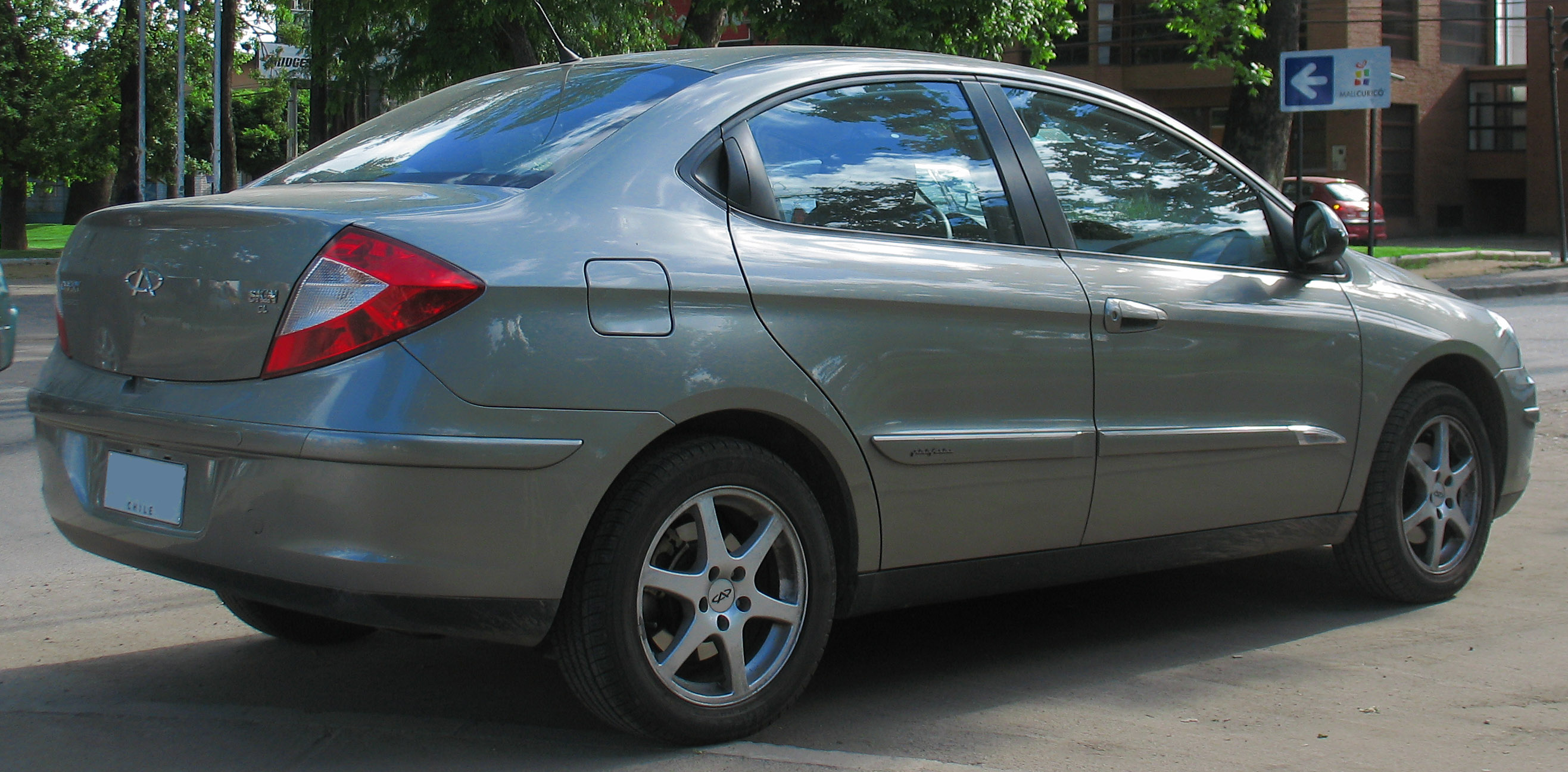
Чери А3 4-дверный седан
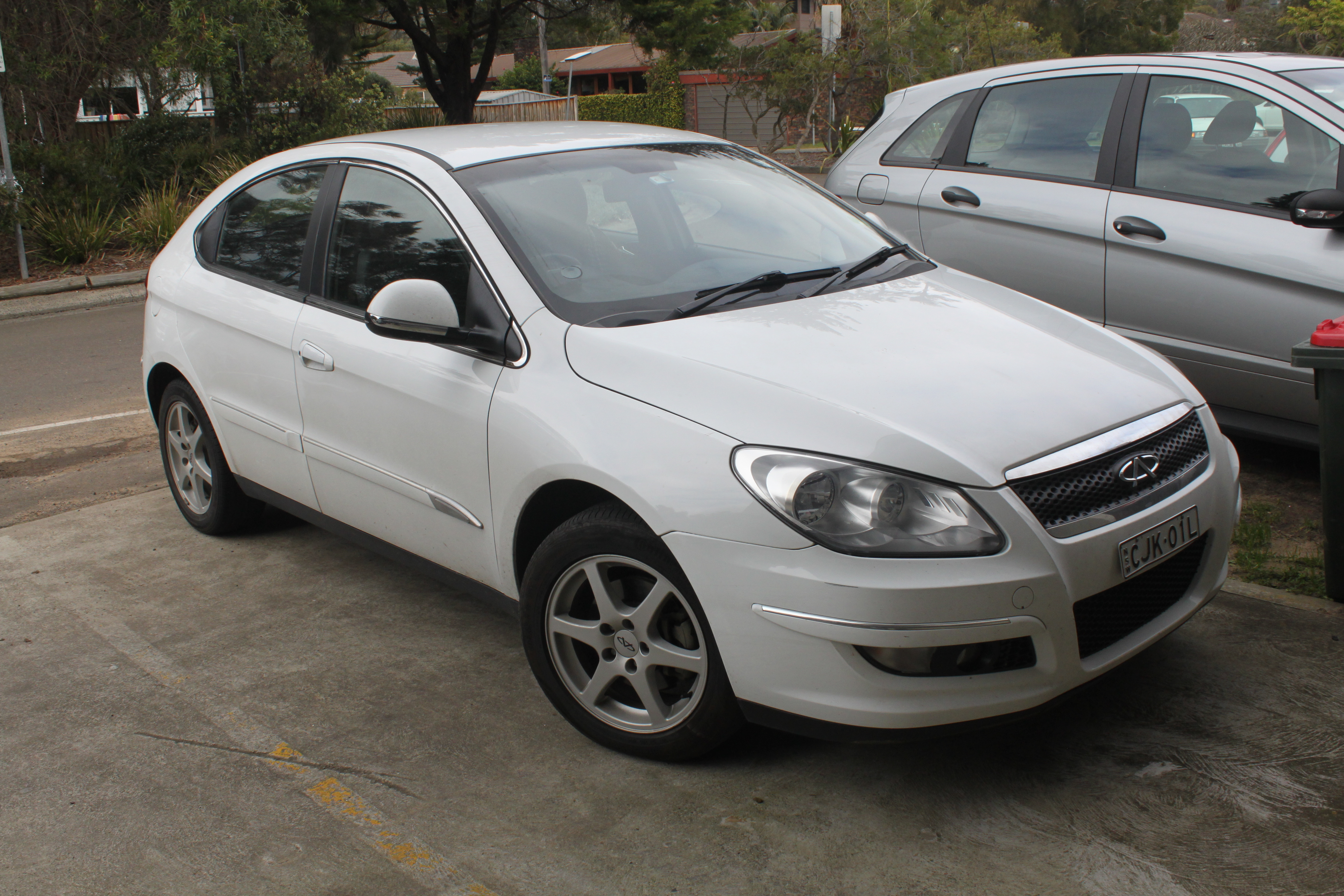
Chery J3 5-дверный хетчбэк
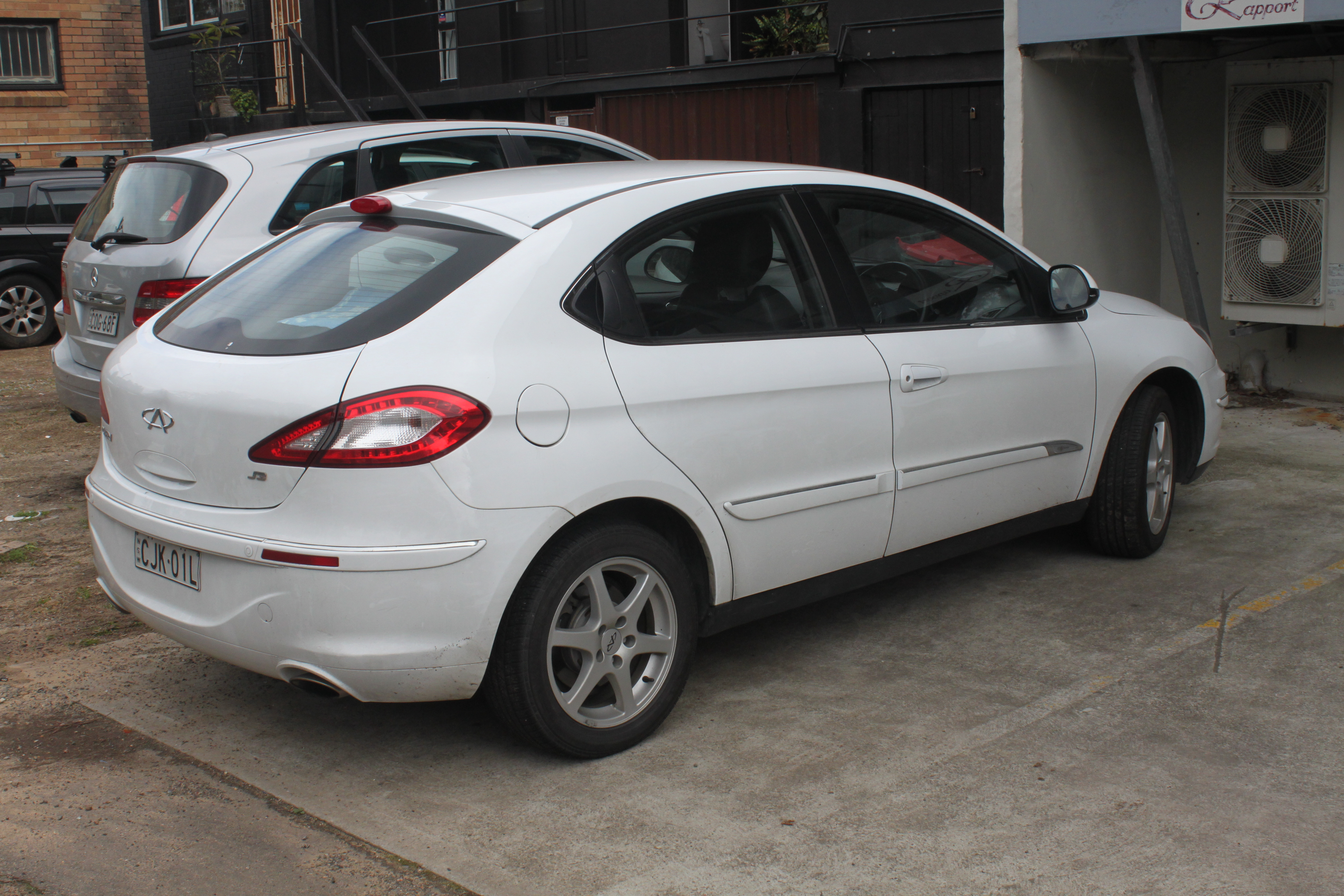
Chery J3 5-дверный хетчбэк